# Silent Night, Deadly Night 5: The Toy Maker
Silent Night, Deadly Night 5: The Toy Maker es la quinta entrega de la franquicia Silent Night, Deadly Night. La película también fue presentada en un episodio de Svengoolie. Está protagonizada por William Thorne, Jane Higginson, Van Quattro, Tracy Fraim, Conan Yuzna, y el veterano leyenda del cine Mickey Rooney como el fabricante de juguetes. Irónicamente, Rooney condenó públicamente la primera película "Silent Night, Deadly Night" en una carta escrita a los productores, sólo para más tarde aparecer en esta película. Además, tanto Neith Hunter, y Clint Howard, que hicieron de Kim y Ricky en Silent Night, Deadly Night 4: Initiation, repiten sus papeles en cameos.

## Argumento
Una noche de diciembre, un joven llamado Derek Quinn (William Thorne) escucha el timbre de la puerta, baja las escaleras y encuentra un regalo de Navidad para él en el porche. Su padre Tom (Van Quattro) le regaña por estar despierto tan tarde y abrir la puerta, enviándolo a la cama. Derek observa desde las escaleras cómo su curioso padre abre el regalo. Encuentra un orbe musical con la forma de Santa Claus en la caja, la cual activa, haciendo que sea estrangulado con cordones retráctiles; mientras Tom lucha se resbala y cae sobre un atizador de la chimenea, siendo su cuerpo empalado encontrado por su esposa Sarah (Jane Higginson) unos momentos después.

## Reparto
- William Thorne como Derek Quinn.
- Jane Higginson como  Sarah Quinn.
- Van Quattro como Tom Quinn.
- Tracy Fraim como Noah Adams.
- Neith Hunter como Kim Levitt.
- Conan Yuzna como Lonnie.
- Mickey Rooney como Joe Petto.
- Brian Bremer como Pino Petto.
- Gerry Black como  Harold.
- Clint Howard como  Ricky.
- Thornton Simmons como  Otro Santa.
- Catherine Schreiber como Mamá.
- Zoe Yuzna como Brandy.
- Jennifer Pusheck como Elfo.
- Billy Oscar como Papa.
- Cathy Yuzna como cochecito #1.
- Gary Schmoeller como cochecito #2.
- Amy L. Taylor como Merideth.
- Eric Welch como Buck.
- Richard N. Gladstein como Papá conductor.
- Jan Linder como Enfermera.

## Lanzamiento
La película fue lanzada en VHS por Live Home Video en noviembre de 1991.
La película fue lanzada en DVD el 1 de diciembre de 2009 por Lionsgate en un box set con Silent Night, Deadly Night 3 y Silent Night, Deadly Night 4: Initiation. Este conjunto DVD está ahora fuera de impresión y a diferencia de la tercera película, esta secuela y la cuarta película no se han reeditado en DVD todavía.